# Hyacinthe Thiandoum
Hyacinthe Thiandoum (Poponguine, Senegal, 2 de febrer de 1921 - Ais de Provença, 18 de maig de 2004) fou un religiós senegalès, primer bisbe nadiu de l'arquebisbat de Dakar i cardenal de la Santa Seu.

## Biografia
Era fill d'un catequista de la missió catòlica de Ngazobil. Després d'acabar els seus estudis secundaris, va ingressar al seminari de la regió de Dakar i va ser ordenat sacerdot el 18 d'abril de 1949. Va fer treball de parròquia durant dos anys i després es va traslladar a Roma per continuar els seus estudis a la Universitat Gregoriana. Va tornar al Senegal el 1953 i, després de treballar com a capellà de grups d'acció catòlics es va convertir en rector de la catedral de Dakar el 1960 i Vicari General l'any següent.
El 20 de maig de 1962 fou consagrat com a arquebisbe de Dakar pel seu antecessor l'arquebisbe Marcel Lefebvre. El 24 de maig de 1976 van fer consagrat cardenal per Pau VI al consistori papal, rebent el Títol de Santa Maria del Popolo.
De 1970 fins a 1987 va ser president de la Conferència Episcopal del Senegal, Mauritània, Guinea Bissau i Cap Verd i membre electe del Consell del Sínode Mundial de Bisbes, i de 1978 a 1981 fou president del Simposi de Conferències Episcopals d'Àfrica i Madagascar. Ha estat el president de CEPACS (la Comissió Episcopal Panafricana per a les Comunicacions Socials). També va participar en el Concili Vaticà II.
Ha estat membre del Consell de la Secretaria General del Sínode dels Bisbes; President Delegat de la 4a Assemblea General del Sínode dels Bisbes (1977); Relator de la 7a Assemblea General del Sínode dels Bisbes (1987); i, relator general de l'Assemblea especial per a l'Àfrica del Sínode dels Bisbes (1994). El cardenal Thiandoum va morir el 2004 a l'edat de 82 anys.

## Obres
- La réflexion qui sauve. Lettre pastorale de Son Excellence Mgr Thiandoum, Archevêque de Dakar, sur les grèves des étudiants de l'Université de Dakar et des travailleurs (27-31 mai 1968), Dakar, 1968, 12 p.